# Pietro Scebli
Pietro Scebli (* 19. Dezember 1871 in Defoun; † 30. Mai 1917 in Beirut, Libanon) war Erzbischof der maronitischen Erzeparchie Beirut.

## Leben
Pietro Scebli wurde am 11. Februar 1908 im Alter von 36 Jahren zum Erzbischof von Beirut ernannt. Am 30. Mai 1917 verstarb Erzbischof Pietro Scebli im Alter von 45 Jahren in der Erzeparchie Beirut.